# Léopold-Émile Reutlinger

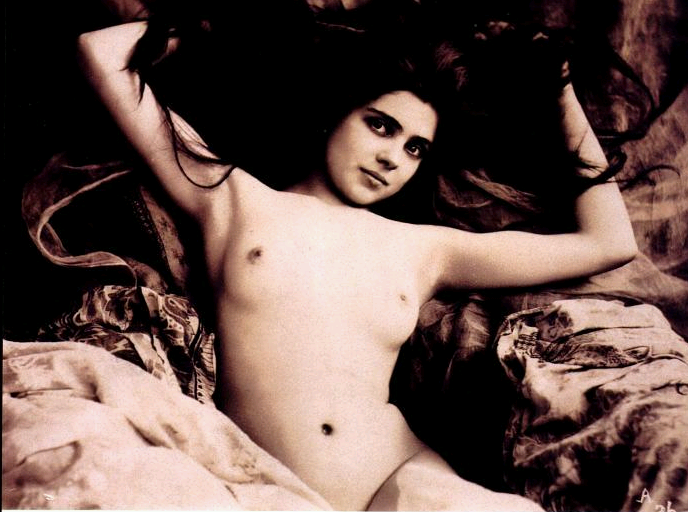
Desnudo, por Léopold-Émile Reutlinger.

Léopold-Émile Reutlinger (Callao, Perú, 17 de marzo de 1863 - París, Francia, 16 de marzo de 1937) fue un fotógrafo que hizo retratos y tarjetas postales de muchas personas famosas, como Mata-Hari, Cléo de Mérode, Colette, Anna Held, Liane de Pougy, La Bella Otero y Sarah Bernhardt. También fue uno de los pioneros de la fotografía erótica.